# بحران آب در ایران ۱۴۰۴
بحران آب ایران در سال ۱۴۰۴ یکی از شدیدترین بحران‌های آبی است که ایران در تاریخ خود با آن روبه‌رو شده است. در طول سال ۱۴۰۴، مقامات رسمی هشدار داده‌اند که مناطق وسیعی، از جمله پایتخت تهران، ممکن است ظرف چند هفته به وضعیتی برسند که آب از شیرآلات جاری نشود.
این بحران بر زمینه‌ای از ترکیب کشندهٔ خشکسالی مداوم، تغییرات اقلیمی، مدیریت ناکارآمد منابع و استفاده غیرپایدار از آب شکل می‌گیرد - ترکیبی که محققان آن را به عنوان «بافت پیچیده‌ای از تغییر اقلیم، مصرف بی‌رویه و حکمرانی ضعیف آب» توصیف می‌کنند. نتیجه، بحران آب گسترده است که کشاورزی، بهداشت عمومی، ثبات اجتماعی و حتی امنیت رژیم جمهوری اسلامی ایران را تهدید می‌کند. 

## علل بحران
کارشناسان می‌گویند که کمبود آب عمدتاً ناشی از دهه‌ها سوءمدیریت، شیوه‌های ناکارآمد کشاورزی و رشد جمعیت است، اما همچنین با افزایش دما به دلیل تغییرات اقلیمی تشدید شده است. خشکسالی چندساله به مدت پنج سال اخیر به‌طور مداوم ایران را فرا گرفته است، به طوری که میانگین بارندگی سالانه از حدود ۲۸۰ میلی‌متر به کمتر از ۱۵۰ میلی‌متر سقوط کرده - تقریباً نصف میزان معمول. روند خشک‌سالی به دلیل تغییرات اقلیمی تشدید می‌شود: دمای هوا در ایران در حال افزایش است، الگوهای بارندگی ناپایدار می‌شوند و نرخ تبخیر سه برابر میانگین جهانی است. بر اساس برآوردهای کارشناسان، تا سال ۱۴۲۰ (برابر با ۲۰۴۱ میلادی) کاهش اضافی ۱۰٪ تا ۲۵٪ در میزان بارندگی در برخی مناطق ایران پیش‌بینی می‌شود، واقعیتی که تأثیر گرمایش جهانی بر منطقه‌ای از قبل خشک را نشان می‌دهد.
مدیریت ناکارآمد آب و اولویت‌های اشتباه رژیم جمهوری اسلامی وضعیت طبیعی دشوار را بدتر کرده است. در طول دهه‌ها اقدامات غیرپایداری مانند ساخت انبوه سدها، انحراف منابع آبی به مناطق خشک، و تشویق کشاورزی و صنایع اسراف‌کنندهٔ آب، بدون برنامه‌ریزی بلندمدت، انجام شده است. به عنوان مثال، رژیم جمهوری اسلامی به توسعه صنایع آب‌بر (مانند کارخانه‌های فولاد در بیابان‌های جنوب ایران) ادامه داد و آب گران‌بها را به آنها تخصیص داد، بدون در نظرگیری محدودیت‌های آینده. نتیجه بهره‌برداری بیش از حد از منابع طبیعی است: آب‌های زیرزمینی بدون کنترل استخراج می‌شوند و حفاری‌های غیرقانونی آبخوان‌ها را خالی می‌کنند، در حالی که سدها و کانال‌ها آب را بین استان‌ها منتقل کرده و تعادل اکولوژیکی را برهم می‌زنند. مقام رسمی ارشد، عیسی کلانتری، وزیر سابق کشاورزی، اخیراً هشدار داد که «همه آب کشور در اختیار یک نفر است… ما داریم کشور را نابود می‌کنیم» و حتی پیش‌بینی کرد که اگر روندها ادامه یابد بخش کشاورزی تا سال ۱۴۲۰ نابود خواهد شد.

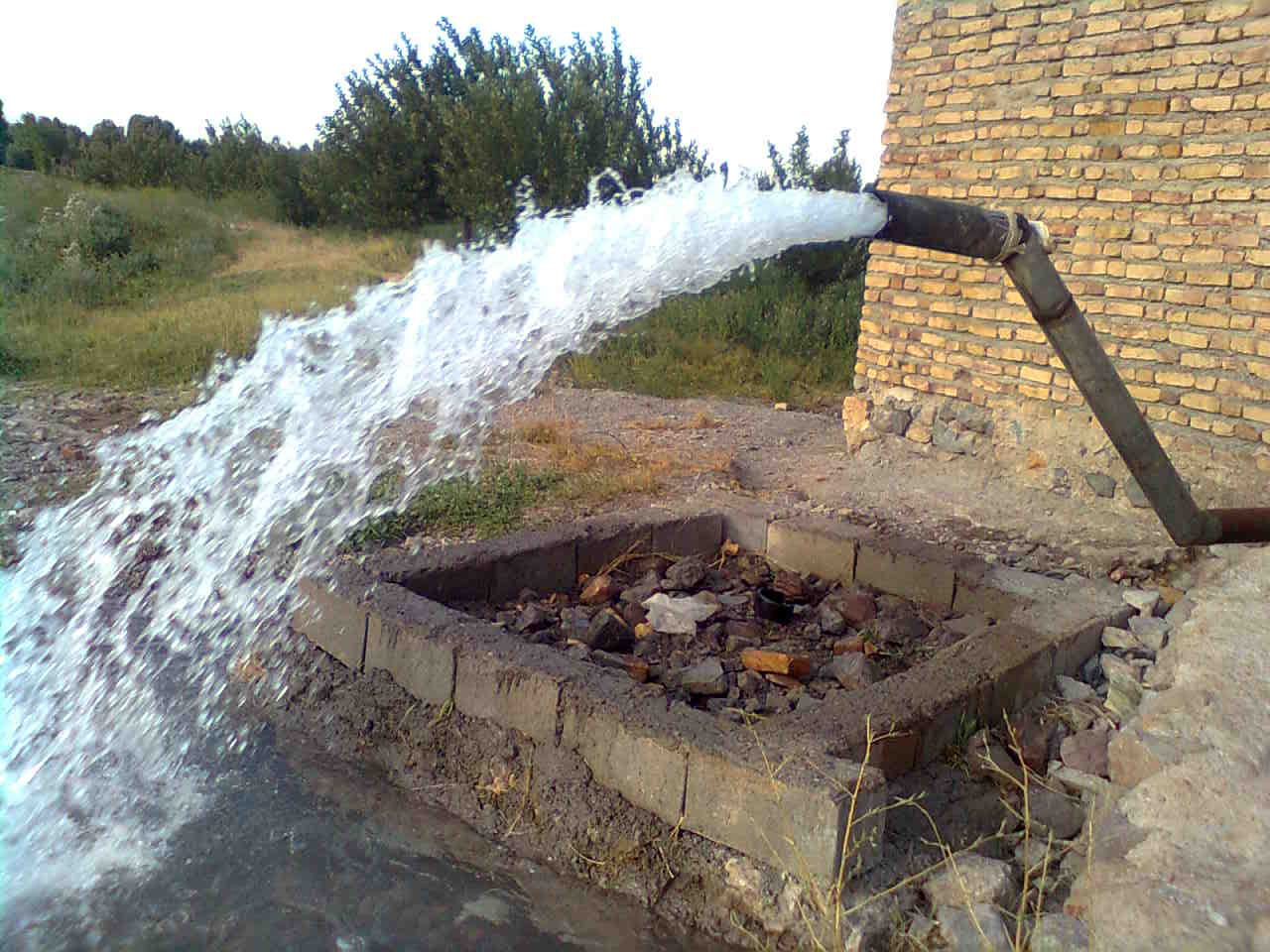
یک حلقه چاه آب کشاورزی واقع در شمال روستای دانباران جهت مصارف کشاورزی و باغداری, سال ۱۳۹۰

بخش کشاورزی سنتی و زیرساخت‌های آبی کهنه نیز بخشی از مشکل محسوب می‌شوند. کشاورزی حدود ۹۳٪ از مصرف آب ایران را به خود اختصاص می‌دهد، در حالی که تنها حدود ۱۰٪ به تولید ناخالص داخلی و ۱۷٪ به اشتغال کمک می‌کند، نشانه‌ای از اسراف عظیم آب. روش‌های آبیاری اکثراً قدیمی هستند؛ بخش قابل توجهی از آب به دلیل زیرساخت‌های نشتی و عدم وجود آبیاری مدرن از بین می‌رود. تنها حدود ۳٫۱ میلیون هکتار از زمین‌های کشاورزی (حدود یک چهارم از اراضی زرع شده) در حال حاضر به سیستم‌های آبیاری کارآمد مجهز هستند. علاوه بر این، همچنان به کشت محصولات آب‌بر (مانند برنج و پنبه) حتی در مناطق خشک ادامه می‌دهند، به جای اینکه به محصولات مناسب برای اقلیم خشک روی آورند. وزارت نیروی ایران حتی اعتراف کرده که «در برخی نقاط کشور هنوز تولیدات آب‌بر انجام می‌شود و باید به محصولات کم‌مصرف آب روی آورد»، بیانیه‌ای که اشتباهات در نظارت و هدایت کشاورزی را برجسته می‌کند. همه اینها، در ترکیب با غفلت چندساله از زیرساخت‌ها و عدم مقابله با نشت‌ها و برداشت غیرقانونی، صنعت آب را به‌ویژه آسیب‌پذیر کرده است. مقام ارشد بخش آب، وضعیت ایران را «ورشکستگی منابع آبی» توصیف کرد، وضعیتی که در آن آسیب به منابع آبی آنقدر زیاد است که بخشی از خسارات غیرقابل جبران است.
اولویت‌های ناکارآمد رژیم جمهوری اسلامی ایران در تصمیمات مربوط به سرمایه‌گذاری بودجه‌ها نیز نمود پیدا می‌کند. در حالی که بخش قابل توجهی از بودجه کشور به پروژه‌های امنیتی و فرامنطقه‌ای هدایت می‌شود، زیرساخت‌های اساسی، مانند آبیاری مدرن، بازسازی مخازن آب و تعمیر شبکه لوله‌کشی، از کمبود بودجه و غفلت مداوم رنج بردند. بر اساس برآوردهای وزارت خارجه آمریکا، بین سال‌های ۲۰۱۲–۲۰۲۰ بیش از ۱۶ میلیارد دلار برای کمک به رژیم اسد و همچنین حمایت نظامی و اقتصادی از گروه‌های تروریستی مانند حزب‌الله، حماس و حوثی‌های یمن سرمایه‌گذاری شد. علاوه بر این، پیش‌بینی‌های قدیمی‌تر حمایت سالانه فعلی حدود ۷۰۰ میلیون دلار در سال را برای گروه‌های تروریستی مانند حزب‌الله و حماس تخمین می‌زنند. در همان زمان، بودجه‌های صنعت آب و محیط زیست حاشیه‌ای باقی ماندند: در سال ۲۰۲۲ اعلام شد که دولت حدود ۵۴٫۸ تریلیون تومان (حدود ۱۳ میلیارد دلار) برای تأمین نظم عمومی و امنیت تخصیص داده، در حالی که سرمایه‌گذاری در صنعت آب تنها حدود ۹٫۲ تریلیون تومان (حدود ۲٫۲ میلیارد دلار) بود، شش برابر کمتر از بودجه امنیتی. در نتیجه، در حالی که رژیم بر «اقتصاد مقاومتی» و تأمین مالی کمپین‌های فرامنطقه‌ای تکیه کرد، سرمایه‌گذاری‌های حیاتی در منابع داخلی مانند آب و زیرساخت‌ها به حاشیه رانده شدند، که این امر بحران آب در ایران را به شدت تشدید کرد.

## وضعیت فعلی آب در ایران
در سال ۱۴۰۴، بحران آب در ایران به ابعاد نگران‌کننده و غیرعادی رسیده است. بر اساس داده‌های وزارت نیروی ایران، ۳۰ استان از ۳۱ استان کشور (همه استان‌ها به جز گیلان در شمال) اکنون در وضعیت «تنش آبی» قرار دارند، یعنی کمبود شدید یا بهره‌برداری بیش از حد از منابع آبی. بسیاری از مخازن آب و سدهای اصلی به سطح بی‌سابقه‌ای کاهش یافته‌اند. در تهران و حومه آن که حدود ۲۰ میلیون نفر زندگی می‌کنند، تنها حدود ۶٪ از ظرفیت مخازن در فصل بارندگی اخیر پر شده است. سدهای کلیدی پایتخت، مانند لار، لتیان، کرج و طالقان، به سطوح خطرناک پایینی رسیده‌اند، تا آنجا که سد لار در تابستان ۲۰۲۵ تنها حدود ۱٪ از حجمش پر بود. سد امیرکبیر (کرج) که حجمش بیش از ۲۰۰ میلیون متر مکعب است، در مرداد ۱۴۰۴ تنها حدود ۶٪ از حجم قابل استفاده‌اش را داشت. تصویر وضعیت غم‌انگیز مشابهی در سدهای استان‌های دیگر نیز ثبت شده است: به عنوان مثال، سد زاینده‌رود (در اصفهان)، سد استقلال در میناب (هرمزگان) و مخازن شمیل و نیان (در منطقه بندرعباس)، همه آنها با نرخ‌های بالاتر از معمول خشک شده‌اند. بر اساس آخرین آمار از مهر ۱۴۰۴، برخی از سدهای مهم کشور - سد شمیل و نیان استان هرمزگان، رودبال داراب استان فارس، و سد وشمگیر، سد گاستان و سد بوستان استان گلستان صفر شده است. همچنین وضعیت ذخایر آبی سایر سدهای سراسر کشور بحرانی است و بیشتر آنها کمتر از ۱۰ درصد ظرفیت خود را دارند.
داده‌های کاهش سطح آب دیگر اعداد انتزاعی نیستند بلکه واقعیت ملموسی هستند. رسانه‌های ایرانی گزارش می‌دهند که در بخشی از شهرها فشار آب در لوله‌کشی آنقدر پایین است که آب به طبقات بالایی نمی‌رسد و خانواده‌های کامل روزهای طولانی بدون آب جاری باقی می‌مانند. ساکنان مجبورند مخزن‌ها را پر کنند تا هر قطره آب را برای استفاده روزانه ذخیره کنند. در چندین روستا و شهر تانکرها و دستگاه‌های فروش آب به عنوان راه حل اضطراری مستقر شده‌اند و زنجیره بی‌پایانی از کامیون‌ها آب را به روستاهای تشنه حمل می‌کنند. تصاویر ماهواره‌ای اتحادیه اروپا گستردگی بحران را آشکار می‌کنند: هرگز در دهه‌های اخیر مخازن تهران تا این حد که در تابستان ۲۰۲۵ بودند، خالی دیده نشده بودند. کاوه مدنی، سابق معاون رئیس اداره محیط زیست ایران، این وضعیت را «ورشکستگی آبی» توصیف کرد و هشدار داد که بخشی از آسیب وارده به منابع آبی غیرقابل جبران است.
داده نگران‌کننده دیگر وضعیت آب‌های زیرزمینی است: تا سال ۱۴۰۴ بیش از ۷۰٪ از مخازن آب‌های زیرزمینی ایران به دلیل برداشت بیش از حد طولانی‌مدت تخلیه شده‌اند. کاهش آب‌های زیرزمینی باعث پدیده فرونشست زمین می‌شود؛ بر اساس گفته متخصصان، ۳۵۹ فرونشست (به‌ویژه در دشت‌های کشاورزی) در سراسر کشور به دلیل فروریختن لایه‌های خاک پس از تخلیه آب‌های زیرزمینی ظاهر شده است. این پدیده در حال حاضر به زیرساخت‌های شهرهای مختلف آسیب می‌زند، به طوری که ترک‌ها و فرونشست‌ها در جاده‌ها و ساختمان‌ها در نتیجه فرونشست زمین باز می‌شوند.
تهران، پایتخت ایران و خانه حدود ۱۰ میلیون نفر، تنها چند هفته با «روز صفر» فاصله دارد - روزی که آب شیرآلات در بخش‌های بزرگی از شهر کاملاً قطع خواهد شد. سدهای تأمین‌کننده آب شهر تنها در حدود ۲۱ درصد از ظرفیت خود قرار دارند. مقامات فشار آب شیرآلات را تقریباً نصف کاهش داده‌اند، اقدامی که ۸۰ درصد از خانوارهای شهر را تحت تأثیر قرار داده، و آب به برخی مناطق از طریق تانکرها تأمین می‌شود. در تلاش برای مقابله با این بحران شدید، دولت در ۱ مرداد روز تعطیلی اعلام کرد، و اکنون در نظر دارد یک هفته تعطیلات به شهروندان تهران بدهد به این امید که آنها موقتاً شهر را ترک کرده و تقاضای آب را کاهش دهند.

## تأثیر بحران بر زندگی شهروندان

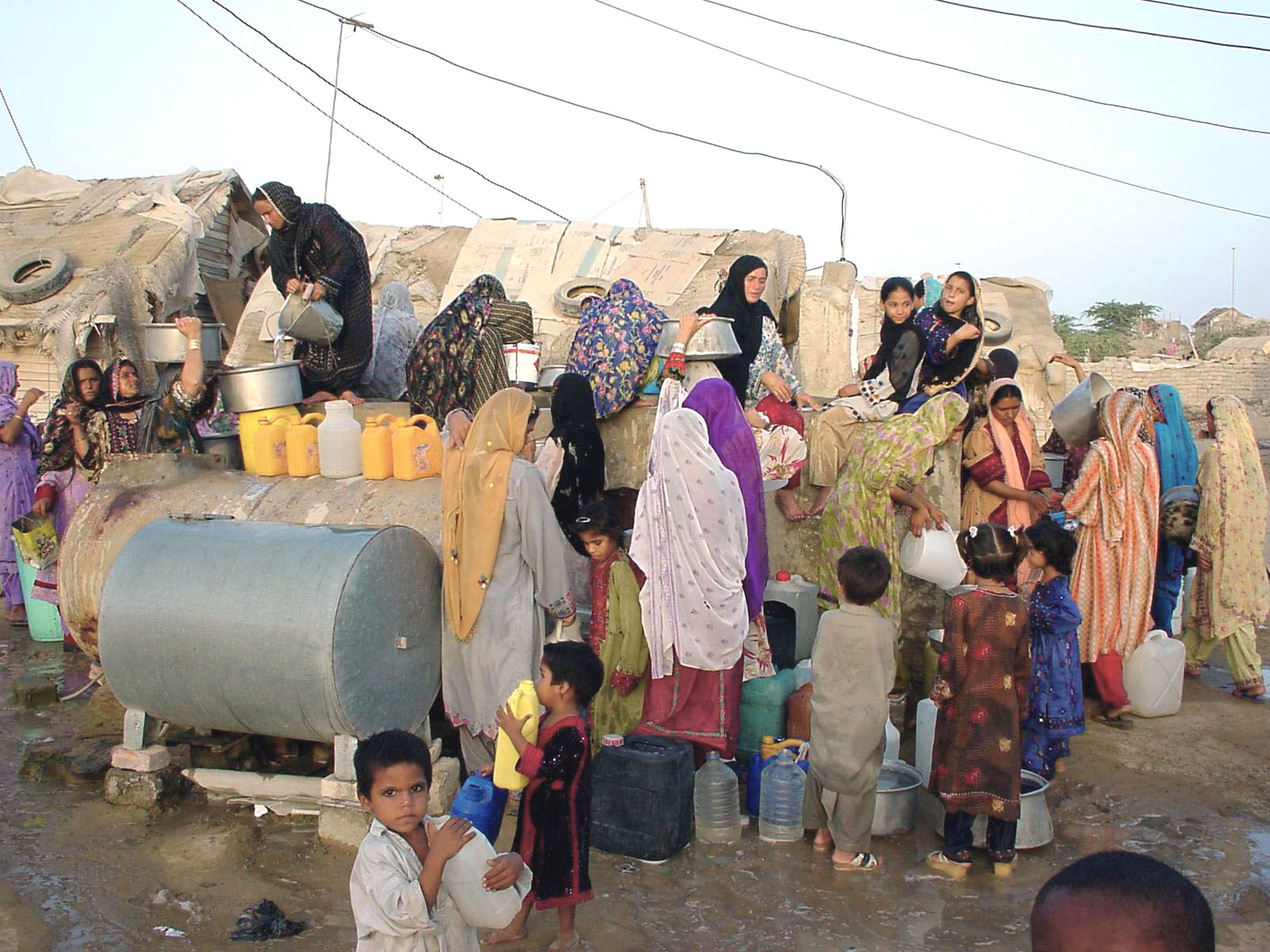
زنان از چابهار، بلوچستان در حال برداشت آب

بحران آب در ایران در اختلالات شدید زندگی روزمره شهروندان نمود پیدا می‌کند. قطعی‌های غیرقابل پیش‌بینی و طولانی آب بدون اطلاع قبلی به واقعیت روزانه اجتناب‌ناپذیری تبدیل شده است. در شهرهایی مانند تهران و مشهد، ساکنان با قطعی‌های بیش از ۱۲ ساعت در شبانه‌روز روبه‌رو هستند، در حالی که شیرآلات کاملاً خشک هستند، به‌ویژه در ساختمان‌های بلندمرتبه که آب اصلاً به طبقات بالایی نمی‌رسد به دلیل قطعی برق که مانع از کار کردن پمپ‌های آب می‌شود. در ۱ مرداد ۱۴۰۴ شدت وضعیت منجر به اعلام استثنایی تعطیلی عمومی شد تا مصرف آب و برق در پی موج گرمای شدید و مخازن آبی که تقریباً کاملاً خالی شده بودند، کاهش یابد، سابقه‌ای که از دهه‌ها پیش در ایران ثبت نشده بود.
در مناطق روستایی، آسیب به زندگی شهروندان بسیار بیشتر است زیرا بحران منجر به از دست دادن معیشت در میان ساکنان روستاهای کشاورزی می‌شود. بسیاری از کشاورزان منبع درآمد خود را در نتیجه خشک شدن مزارع، شکست محصولات، برداشت کنترل‌نشده آب‌های زیرزمینی و محدودیت‌های دولت بر مقدار و انواع محصولات به دلیل بحران از دست داده‌اند. در استان‌هایی مانند خوزستان و سیستان‌ و بلوچستان، کاهش چشمگیر بارندگی به مدت پنج سال متوالی باعث فروپاشی چرخه کشاورزی محلی و رها شدن دسته‌جمعی روستاهای کامل شده است. بخش کشاورزی که سال‌ها حدود ۹۰٪ از منابع آب ملی را می‌بلعید، دهه‌ها درصد منقبض می‌شود و هزاران خانواده بدون منبع درآمد پایدار باقی می‌مانند. در نتیجه، مهاجرت داخلی گسترده‌ای ثبت شده است. بسیاری از ساکنان روستاهای جنوب و شرق به حومه شهرهای بزرگ نقل مکان کرده‌اند در جستجوی منابع آب اولیه و همچنین منبع درآمد مناسب. این مهاجرت جوامع روستایی را تهی می‌کند و فشار سنگینی بر زیرساخت‌های شهری وارد می‌کند که برای پاسخگویی به چنین جمعیت زیادی طراحی نشده‌اند.

## واکنش به بحران

### مقامات ارشد جمهوری اسلامی
رژیم جمهوری اسلامی مسئولیت بحران آب را بر عهده نمی‌گیرد و اتهام کمبود شدید آب را متوجه شهروندان ایران می‌کند، این در حالی است که مصرف خانگی تنها ۶ تا ۹ درصد از استفاده آب در ایران را تشکیل می‌دهد. بسیاری از مقامات ارشد در ایران ادعا می‌کنند که کمبود آب ناشی از استفاده مفرط و اسراف‌آمیز مردم از آب است و به عنوان راه‌حل به مردم پیشنهاد می‌دهند که در مصرف آب صرفه‌جویی کنند.
- عباس علی‌آبادی، وزیر نیرو، بحران آب را «قطعی آب» خواند و تأکید کرد که تهران در بدترین وضعیت منابع آبی در ۱۰۰ سال اخیر قرار گرفته است.[۳۱][۳۲][۳۳] او همچنین هشدار داد که در مناطق شرق و شرق جنوب استان تهران آب در عرض یک ماه به دلیل خروج از مدار سد ماملو تمام خواهد شد.[۳۴] در مناسبت دیگری او به طور آشکار مردم را به «سوءاستفاده» از آب متهم کرد و ادعا کرد که باید یارانه آب را متوقف کرده و قیمت‌های واقعی را از شهروندان ایرانی که آب زیادی مصرف می‌کنند، دریافت کرد تا به عنوان راه‌حل بازدارنده برای جلوگیری از مصرف بیش از حد عمل کند.[۳۵]
- در ۲۹ تیرماه ۱۴۰۴، مسعود پزشکیان، رئیس‌جمهور ایران در جریان جلسهٔ هیئت دولت به بحران آب پرداخت. پزشکیان هشدار داد که بحران آب از آنچه امروز دربارهٔ آن صحبت می‌شود، جدی‌تر است، به‌ویژه در تهران و خواستار اطلاع‌رسانی به مردم در این زمینه شد. وی تأکید کرد: «اگر از امروز فکری عاجل نکنیم، در آینده با شرایطی مواجه می‌شویم که نمی‌توان هیچ علاجی برای آن یافت.» این سخنان در اشاره به گزارش وزارت نیرو دربارهٔ ناترازی آب بیان شد.[۳۶][۳۷]

### کارشناسان
- در ۲۲ تیرماه ۱۴۰۴ پروفسور عزت‌الله رئیسی اردکانی، پدر علم هیدروژئولوژی ایران، در مورد وضعیت وخیم بحران آب در ایران به‌روزرسانی ارائه داد: «در گذشته، در سال‌های خشکسالی از ذخایر ترسالی استفاده می‌کردیم، اما امروز دیگر این ذخایر وجود ندارند. در حال حاضر، هر سال فقط به بارندگی وابسته‌ایم؛ اگر بارندگی زیاد باشد، کشاورزی رونق می‌گیرد و اگر نباشد، بحران آغاز می‌شود.» او همچنین دولت را مسئول شرایط دردناک کشاورزان به واسطه وضعیت آب در ایران دانست: «در کشورهایی که بیمه کشاورزی جا افتاده است، حتی اگر خشکسالی چند ساله رخ دهد، کشاورز می‌تواند با اتکا به بیمه زندگی خود را مدیریت کند. این بیمه‌ها به کشاورز کمک می‌کنند تا بحران را پشت سر بگذارند؛ امّا در ایران هنوز نتوانسته‌ایم بیمه کشاورزی را به درستی راه‌اندازی کنیم.»[۳۸]
- در تیرماه ۱۴۰۴ کارشناسان و مقامات ارشد ایران هشدارهای فاجعه‌باری دربارهٔ وضعیت آب کشور ارائه دادند. دکتر بنفشه زهرایی، استاد مدیریت منابع آب در دانشگاه تهران، نسبت به وقوع سناریویی شبیه به «آخر الزمان» در حوزه آب هشدار داده و اعلام کرد که تنها دو تا سه هفته فرصت باقی مانده تا از فاجعه نهایی نبود آب آشامیدنی در سراسر ایران جلوگیری شود، و نبود هماهنگی میان نهادهای مسئول را یکی از موانع اصلی دانست.[۳۹]
- پروفسور عزت‌الله رئیسی اردکانی هشدار داد که ایران دیگر ذخایر آبی برای سال‌های خشکسالی ندارد و کشاورزی کشور کاملاً به بارندگی سالانه وابسته شده است، در حالی که دولت را مسئول وضعیت دردناک کشاورزان و عدم راه‌اندازی صحیح بیمه کشاورزی دانست.[۳۸]
- محمدحسین امید، سرپرست دانشگاه تهران، اعلام کرد که در ۵۰ سال گذشته بیش از ۲۵۰ میلیارد متر مکعب مازاد مصرف آب در کشور وجود داشته و آب را ابرچالش ایران دانست.[۳۹]
- مهدی فصیحی هرندی، پژوهشگر حوزه آب، به بحران آب اشاره کرد و ادعا کرد که «ما الان به ورطه «روز صفر آب» افتاده‌ایم؛ بعضی‌ها فکر می‌کنند روز صفر یعنی خشکی سد تا بتوان کف آن را جارو کرد؛ نه، این‌طور نیست. روز صفر یعنی سطح آب به حدی برسد که آب‌گیر سد دیگر نتواند آب را به تصفیه‌خانه منتقل کند.» هرندی انگشت اتهام را متوجه رژیم می‌کند به این دلیل که سال‌ها از وضعیت آب و هشدارهای کارشناسان غفلت کرده‌اند «ما هیچ درسی از گذشته نمی‌گیریم و هیچ هشداری در خصوص کاهش منابع آبی از طرف کارشناسان متخصص در حوزه آب، برای نظام تدبیر کشور معنادار نمی‌شود... پیش‌بینی وضعیت فعلی آب ایران و بحرانی شدن آن نبوغ نمی‌خواست و نیاز نبود که نوستراداموس باشیم؛ مثل روز روشن بود که این اتفاق می‌افتد.» همچنین او توضیح داد که حتی اگر مقامات رژیم ادعا می‌کنند که جیره‌بندی آب وجود ندارد، در عمل رژیم اقدامات جیره‌بندی را به کار می‌گیرد چرا که فشار آب در شیرآلات را کاهش داده‌اند و آب کمتری به شیرآلات خانه‌های شهروندان می‌رسد.[۴۰]
- در تاریخ ۱۲ مرداد ۱۴۰۴، مصاحبه‌ای با محسن اربابیان، کارشناس مسائل آب، منتشر شد که در آن ادعا کرد اسرائیل مسئول خشکسالی در ایران است. به گفته اربابیان، اسرائیل ۲۵ شرکت در ترکیه را اداره می‌کند که از فناوری توسعه یافته توسط ایالات متحده استفاده می‌کنند تا ابرها را از منطقه ایران به سمت مکان‌های دیگر هدایت کنند.[۴۱]

### اعتراضات
بحران شدید آب هزاران شهروند ایرانی را به خیابان‌ها کشاند و اعتراضات گسترده‌ای علیه شکست رژیم در ارائه راه‌حل برای مسئله بحرانی آب که زندگی روزمره آنها را تهدید می‌کند، برپا شد.

#### اردیبهشت
کمبود گسترده آب و قطعی برق باعث تظاهرات گسترده‌ای شد که از اوایل ماه مه آغاز شد، ابتدا به رهبری دانشجویان دانشگاه و به سرعت با پیوستن رانندگان کامیون، نانوایان، کشاورزان، بازنشستگان و سایر گروه‌های اجتماعی. آنچه به عنوان اعتراض بر سر نیازهای اساسی آغاز شد، به زودی به خواست سراسری برای تغییر سیستمی و پایان حکومت تئوکراتیک تبدیل شد.
در خوابگاه‌های دانشگاهی در شیراز، اهواز و تبریز، دانشجویان با شرایط غیربهداشتی مواجه بودند و مجبور بودند با نور شمع درس بخوانند، زیرا اغلب آب و برق در دسترس نبود. اعتراضات دانشجویی در ۱۴ اردیبهشت در دانشگاه بهشتی آغاز شد، جایی که شعارهایی مانند «دانشجو می‌میرد ولی ذلت نمی‌پذیرد!» طنین‌انداز قیام‌های گذشته بود. همان‌طور که قطعی آب و برق دانشگاه‌ها را فلج کرده بود، دانشجویان تحصن و تظاهراتی سازماندهی کردند و نظامی‌سازی دانشگاه‌هایشان و ناکامی دولت در ارائه خدمات اولیه را محکوم کردند. این شرایط زمینه مساعدی برای ناآرامی ایجاد کرد که به زودی به اصفهان، مشهد و فراتر از آن گسترش یافت.

#### تیر
در ماه تیر ۱۴۰۴ بحران آب در ایران تا حدی تشدید شد که در بخش‌هایی از ایران ساکنان، به‌ویژه در محلات کم‌برخوردار، به مدت سه روز متوالی آب نداشتند، این در حالی است که کشور با موج گرمای شدید مواجه است. ترکیب کمبود شدید آب با موج گرمای شدید، شهروندان را به یأس کشاند و اعتراضات مردمی علیه کمبود آب را برانگیخت. در ۳۰ و ۳۱ تیر در سبزوار صدهای شهروندان در جلوی فرمانداری این شهر تجمع کرده و نسبت به وضعیت برق و آب اعتراض کردند. یکی از حامعترضان در محل اعتراض گفت: «در گرمای بالای ۴۰ درجه، نه آب داریم نه برق. بیمار داریم، کودک داریم، اما انگار کسی صدای ما را نمی‌شنود». مردم شهر سبزوار برای دومین شب پیاپی در سه‌شنبه ۳۱ تیر به خیابان‌ها آمدند و شعارهای «بی‌شرف، بی‌شرف» و «مسئول بی‌کفایت نمی‌خواهیم» و «نترسید نترسید ما همه با هم هستیم» سر دادند.

#### مرداد

##### ۴ مرداد
در ۴ مرداد ظهر تعدادی از ساکنان خشک‌بیجار در استان گیلان در اعتراض به قطع آب و برق تجمع کردند. ساکنان به قطعی‌های مکرر و طولانی‌مدت آب و برق، گاهی از اوقات بدون اطلاع قبلی، و تأثیر این قطعی‌ها بر زندگی و معیشت‌شان اعتراض کردند. تظاهرکنندگان شعارهایی از جمله «آب، برق، زندگی - حق مسلم ماست»، «بی‌عرضه مسئول نمی‌خوایم» و «مرگ بر بی‌کفایتی» سر دادند.

##### ۶ مرداد
کانال اجتماعی «اعتراض مدنی بازار» از یک دیوار نویسی اعتراضی نسببت به بحران کمبود آب خبر داده که نوشته شده «اگر جنگ را بردیم، پس چرا باید آب کثیف و آلوده بخوریم؟»

#### ۷ مرداد
در ۷ مرداد، تجمعی اعتراضی مقابل ساختمان فرمانداری در شهر خمام در استان گیلان برگزار شد. معترضان که در اعتراض به قطعی‌های مکرر آب و برق گردهم آمده بودند، شعارهایی چون «آب، برق، زندگی - حق مسلم ماست» سر دادند و خواستار رسیدگی فوری به بحران آب و برق شدند. سازماندهی و محتوای این تجمع در ویدیوهایی که در شبکه‌های اجتماعی منتشر شد، ثبت شده است.